# Biologija ponašanja
Biologija ponašanja je dio biologije a bavi se ispitivanjem ponašanja životinja i ljudi. Ona opisuje ponašanje, upoređuje ih između individua i vrsta i pokušava objasniti nastajanje pojedinih načina ponašanja prateći povijest razvoja pojedinih vrsta koji proizlaze iz "koristi" koja iz određenog načina ponašanja proizlazi za pojedinu individuu.
Povijesno gledano, biologiju ponašanja smatra se susjednom disciplinom psihologiji. Današnje mnogobrojne grane biologije ponašanja vuku korijenje iz psihologije životinja i "klasičnog" usporednog istraživanja ponašanja ranog 20. stoljeća. Rezultati istraživanja ponašanja su, nadilazeći biološku znanost, našli svoj odraz i u vrlo udaljenim naučnim disciplinama poput sociologije i pedagogije.
Osnovno pitanje ove naučne discipline je: Što uzrokuje određeno ponašanje?
Biolozi koji se bave ponašanjem analiziraju naročito
- koji unutrašnji i vanjski faktori uzrokuju određeno ponašanje
- što upravlja ponašanjem i
- kako ponašanje i okoliš utječu jedno na drugo.

Danas postoji niz poddisciplina unutar biologije ponašanja čije se postojanje vrlo jednostavno može razumjeti postavljanjem jednostavnog pitanja: Zašto ptice sjede na jajima?. To se pitanje može, uz različito naglašavanje, razumjeti na više načina:
1. Zašto ptice sjede na jajima?
2. Zašto ptice sjede na jajima?
3. Zašto ptice sjede na jajima?
4. Zašto ptice sjede na jajima?

Biolozi koji se bave biologijom ponašanja se u ovom slučaju moraju pozabaviti sljedećim vidovima ponašanja: 
1. Kako ptica prepoznaje svoje jaje? Kako ga razlikuje od kamena?
2. Koji psihološki procesi sprječavaju pticu da jaje jednostavno pojede? Kako je moguće da ptica zna da mora sjediti na jajima i da su jaja krhka?
3. Zašto upravo ptice pokazuju takvo ponašanje, a ne i psi ili kornjače ?
4. Kakvo značenje za preživljavanje ima leženje mladunaca? Postoji li međuzavisnost između ponašanja sjedenja na jajima, sposobnosti letenja i "najveće dozvoljene težine za letenje" za buduću pticu-majku?

Klasično usporedno ispitivanje ponašanja ("etologija") se prije svega bavi pitanjem kako se nešto događa: dakle, mehanizmima koji upravljaju ponašanjem (usporedi s ovim teoriju instinkta) što znači procjenom uzroka ponašanja.
Novije grane biologije ponašanja (naročito ekologija ponašanja i sociološka biologija) se bave prije svega pitanjem zašto se nešto događa: dakle, evolucijskom prilagođenošću pojedinih obilježja ponašanja.

## Najvažnije grane biologije ponašanja
Biologija ponašanja je sintetička znanost čije se metode rada i postavljanje pitanja značajno preklapaju s drugim područjima znanosti. 
1. Usporednu biologiju ponašanja, na početku nazvanu psihologija životinja a kasnije etologija, kao "klasično" usporedno proučavanje ponašanja zasnovali su 1930-tih godina Oskar Heinroth, Konrad Lorenz i Nikolaas Tinbergen. Ti znanstvenici krenuli su od tada potpuno nove pretpostavke da je najrazličitije i na oko vrlo kompleksno ponašanje životinja zasnovano na osnovnim temeljima ponašanja,t.zv. nasljednim koordinatama ili instinktivnim poticajima. Zato su se posebno trudili točno opisati načine ponašanja pojedinih životinja uz pomoć etiograma pa su zato radili i eksperimentalno (među odtalim, fenomen uvjetnog refleksa.
2. Etologija ljudi istražuje posebno one oblike ljudskog ponašanja koji se smatraju urođenim, pa ih se zbog toga smatra prilagodbom na vanjske utjecaje.
3. neurološka etologija (neurologija ponašanja) je u određenom smislu nastavak "klasičnog" usporednog proučavanja ponašanja uz korištenje metoda neurologije.
4. endokrinološka etologija (endokrinologija ponašanja) istražuje međuovisnosti hormonskog sistema i ponašanja, primjerice, utjecaj adrenalina i serotonina kao i endorfina na ponašanje, kao i obrnuto, utjecaj ponašanja na lučenje tih hormona. Već dugo su poznati (ali ih se još uvijek ne razumije) međusobni utjecaji ponašanja i hormona na području seksualnog ponašanja.
5. ekološka etologija (ekološko ponašanje) opisuje i analizira ponašanje živih bića u specifičnom okolišu i istražuje evolucijsku prilagođenost ponašanja specifičnim uvjetima okoliša. Podloga za ovaj pravac istraživanja je evolucijska teorija koja smatra da je prilagođenost okolišu pojedine jedinke nositelja obilježbi te prilagodbe rezultat selekcije koja vodi povećanju vjerojatnosti preživljavanja te jedinke. Izmađu ostalog, pokušava se matematičkim modelima opisati kako bi se optimalno prilagođene jedinke trebale ponašati.
6. socijalna biologija se može smatrati dijelom ekološkog ponašanja. Bavi se prije svega društvenim ponašanjem životinja i ljudi: proučavaju se, na pr. uvjeti u kojima nastaju društvene grupe ˙(zajednice insekata) i hijerarhijski odnosi unutar nje; fenomen teritorijalnosti; strategije razmnožavanja (monogamija, poligamija, poliginija)
7. evolucijska psihologija se smatra biološkom podlogom za puno drugih disciplina unutar psihologije. Ona pokušava pomoći razumijevanju ljudskih postupaka služeći se gledanjem iz perspektive evolucijskog razvoja.

## Metode kojima se služi biologija ponašanja
1. opažanje i opisivanje
2. eksperimentiranje
3. zaključivanje i stvaranje modela